# Landtags- und Gemeinderatswahlkreis Brigittenau
Der Wahlkreis Brigittenau ist ein Wahlkreis in Wien, der den Wiener Gemeindebezirk Brigittenau umfasst. Bei der Landtags- und Gemeinderatswahl 2015 waren im Wahlkreis Brigittenau 48.035 Personen wahlberechtigt, wobei bei der Wahl die Sozialdemokratische Partei Österreichs (SPÖ) mit 43,08 % als stärkste Partei hervorging. Die SPÖ erreichte zwei der vier möglichen Grundmandate, zudem erzielte die Freiheitliche Partei Österreichs (FPÖ) ein Grundmandat.
Bei der Landtags- und Gemeinderatswahl in Wien 2020 gab es 45.091 Wahlberechtigte. Bei dieser Wahl hielt die SPÖ mit erhöhtem Stimmanteil ihre zwei Mandate während die FPÖ deutlich abstürzte und dadurch ihr Grundmandat verlor. Keine der anderen Parteien konnte – trotz teilweise deutlicher Zugewinne – ein Grundmandat erlangen.

## Wahlergebnisse
| Landtags- und Gemeinderatswahlen im Wahlkreis Brigittenau | Landtags- und Gemeinderatswahlen im Wahlkreis Brigittenau | Landtags- und Gemeinderatswahlen im Wahlkreis Brigittenau | Landtags- und Gemeinderatswahlen im Wahlkreis Brigittenau | Landtags- und Gemeinderatswahlen im Wahlkreis Brigittenau | Landtags- und Gemeinderatswahlen im Wahlkreis Brigittenau | Landtags- und Gemeinderatswahlen im Wahlkreis Brigittenau | Landtags- und Gemeinderatswahlen im Wahlkreis Brigittenau | Landtags- und Gemeinderatswahlen im Wahlkreis Brigittenau |
| Wahltermin                                                | GM                                                        |                                                           | SPÖ                                                       | ÖVP                                                       | FPÖ                                                       | GRÜNE                                                     | LIF/NEOS                                                  | Sonstige                                                  |
| --------------------------------------------------------- | --------------------------------------------------------- | --------------------------------------------------------- | --------------------------------------------------------- | --------------------------------------------------------- | --------------------------------------------------------- | --------------------------------------------------------- | --------------------------------------------------------- | --------------------------------------------------------- |
| 8. Oktober 1978                                           |                                                           | Stimmenanteile (%)                                        | 68,69                                                     | 23,63                                                     | 5,39                                                      | –                                                         | –                                                         | 2,28                                                      |
| 8. Oktober 1978                                           | 5                                                         | Grundmandate                                              | 4                                                         | 1                                                         | 0                                                         | –                                                         | –                                                         | 0                                                         |
| 24. April 1983                                            |                                                           | Stimmenanteile (%)                                        | 66,78                                                     | 24,62                                                     | 4,70                                                      | 2,33                                                      | –                                                         | 1,56                                                      |
| 24. April 1983                                            | 5                                                         | Grundmandate                                              | 4                                                         | 1                                                         | 0                                                         | 0                                                         | –                                                         | 0                                                         |
| 18. November 1987                                         |                                                           | Stimmenanteile (%)                                        | 65,55                                                     | 19,23                                                     | 8,93                                                      | 3,47                                                      | –                                                         | 2,81                                                      |
| 18. November 1987                                         | 5                                                         | Grundmandate                                              | 3                                                         | 1                                                         | 0                                                         | 0                                                         | –                                                         | 0                                                         |
| 10. November 1991                                         |                                                           | Stimmenanteile (%)                                        | 55,91                                                     | 12,16                                                     | 23,17                                                     | 6,70                                                      | –                                                         | 2,06                                                      |
| 10. November 1991                                         | 5                                                         | Grundmandate                                              | 3                                                         | 0                                                         | 1                                                         | 0                                                         | –                                                         | 0                                                         |
| 13. Oktober 1996                                          |                                                           | Stimmenanteile (%)                                        | 45,66                                                     | 9,61                                                      | 31,49                                                     | 5,98                                                      | 5,50                                                      | 1,76                                                      |
| 13. Oktober 1996                                          | 4                                                         | Grundmandate                                              | 2                                                         | 0                                                         | 1                                                         | 0                                                         | 0                                                         | 0                                                         |
| 25. März 2001                                             |                                                           | Stimmenanteile (%)                                        | 53,22                                                     | 10,45                                                     | 22,64                                                     | 9,92                                                      | 2,98                                                      | 0,79                                                      |
| 25. März 2001                                             | 4                                                         | Grundmandate                                              | 2                                                         | 0                                                         | 1                                                         | 0                                                         | 0                                                         | 0                                                         |
| 23. Oktober 2005                                          |                                                           | Stimmenanteile (%)                                        | 56,67                                                     | 12,10                                                     | 16,81                                                     | 11,65                                                     | –                                                         | 2,77                                                      |
| 23. Oktober 2005                                          | 4                                                         | Grundmandate                                              | 2                                                         | 0                                                         | 0                                                         | 0                                                         | –                                                         | 0                                                         |
| 10. Oktober 2010                                          |                                                           | Stimmenanteile (%)                                        | 49,61                                                     | 8,40                                                      | 28,32                                                     | 10,44                                                     | 0,78                                                      | 2,46                                                      |
| 10. Oktober 2010                                          | 4                                                         | Grundmandate                                              | 2                                                         | 0                                                         | 1                                                         | 0                                                         | 0                                                         | 0                                                         |
| 11. Oktober 2015                                          |                                                           | Stimmenanteile (%)                                        | 43,08                                                     | 5,75                                                      | 31,32                                                     | 11,37                                                     | 4,60                                                      | 3,90                                                      |
| 11. Oktober 2015                                          | 4                                                         | Grundmandate                                              | 2                                                         | 0                                                         | 1                                                         | 0                                                         | 0                                                         | 0                                                         |
| 11. Oktober 2020                                          |                                                           | Stimmenanteile (%)                                        | 48,15                                                     | 15,69                                                     | 6,98                                                      | 14,36                                                     | 5,12                                                      | 9,70                                                      |
| 11. Oktober 2020                                          | 4                                                         | Grundmandate                                              | 2                                                         | 0                                                         | 0                                                         | 0                                                         | 0                                                         | 0                                                         |